# Donald J. Cram
Donald James Cram (22. april 1919 - 17. juni 2001) var en amerikansk kemiker, der modtog nobelprisen i kemi i 1987 sammen med Jean-Marie Lehn og Charles J. Pedersen "for deres udvikling og brug af melykler med strukturspecifikke interaktioner med høj selektivitet." De grundlagde vært-gæst kemi.